# كارلوس ليزارازو
كارلوس ليزارازو (بالإسبانية: Carlos Lizarazo)‏ (5 مارس 1990 بكالي في كولومبيا - ) هو لاعب كرة قدم كولومبي في مركز الوسط. لعب مع أتلتيكو جونيور وديبورتيفو كالي وكروز آزول ونادي دالاس.

## روابط خارجية
- كارلوس ليزارازو على موقع الدوري الأمريكي (الإنجليزية)
- كارلوس ليزارازو على موقع قاعدة بيانات كرة القدم.إي يو (الإنجليزية)
- كارلوس ليزارازو على موقع Soccerway.com (الإنجليزية)
- كارلوس ليزارازو على موقع AS.com (الإسبانية)